# Grupa Tyranobójców
Grupa Tyranobójców (gr. Τυραννοκτόνοι) – dwa posągi umieszczone ok. 510 p.n.e. na ateńskiej agorze, przedstawiające Harmodiosa i Aristogejtona, zabójców synów tyrana Pizystratesa – Hipparcha i Hippiasza. Grupa ta, stanowiąca symbol wolności ludu ateńskiego, uważana jest za pierwszy pomnik historyczny w Atenach.
Wcześniejszy pomnik, autorstwa Antenora, wykonany był prawdopodobnie z marmuru. Wywiózł go do Suzy perski władca Kserkses I po zdobyciu Aten w 480 p.n.e. Po podboju Persji przez Aleksandra Wielkiego rzeźby te zostały zwrócone Ateńczykom przez niego lub jego następców i umieszczone na Akropolu, gdyż pierwotne miejsce zajął wtórny pomnik wykonany na przełomie 477/476 p.n.e. przez uczniów Antenora – Kritiosa i Nesjotesa.
Wykonana z brązu grupa prawdopodobnie była wzorowana na pierwszym pomniku. Tyranobójców przedstawiono jako nagich herosów, starszego Aristogejtona z brodą i przewieszoną przez ramię chlamidą. Proporcje ciała zostały wyidealizowane, ale uchwycone w dynamicznej pozie postacie nacechowane były siłą i energią. Grupa Tyranobójców powstała w okresie uznawanym za przejściowy między późnoarchaiczną a wczesnoklasyczną sztuką grecką, zwiastuje wybitne dzieła okresu klasycznego.
Do wersji wykonanej przez Antenora nawiązuje pewien bezgłowy posąg (odkryty 1936-39 na stokach Kapitolu), będący wraz z głową Aristogejtona (z Museo Novo dei Conservatori) pozostałością rzymskiej kopii. Późniejsza wersja pomnika jest znana dzięki rozpoznaniu przez K. Friedrichsa w 1859 r. rzymskiej kopii Grupy, eksponowanej w Muzeum Narodowym w Neapolu.